# Брониші (Мазовецьке воєводство)
Брониші (пол. Bronisze) — село в Польщі, у гміні Ожарув-Мазовецький Варшавського-Західного повіту Мазовецького воєводства.
Населення — 543 особи (2011).
У 1975-1998 роках село належало до Варшавського воєводства.

## Демографія
Демографічна структура станом на 31 березня 2011 року:
|          | Загалом | Допрацездатний вік | Працездатний вік | Постпрацездатний вік |
| -------- | ------- | ------------------ | ---------------- | -------------------- |
| Чоловіки | 271     | 53                 | 189              | 29                   |
| Жінки    | 272     | 38                 | 178              | 56                   |
| Разом    | 543     | 91                 | 367              | 85                   |